# Чень Шеньлін
Чень Шеньлін (кит. трад.: 陳燊齡; піньїнь: Chén Shēnlíng; Вейд-Джайлз: Chen Hsing-ling; 1924 — 9 лютого 2017) — генерал та пілот тайваньських ВПС. З 1986 по 1989 він був головнокомандувачем Військово-повітряними силами Китайської Республіки на Тайвані, та начальником Генерального штабу Збройних сил Китайської Республіки з 1989 по 1991.
Народжений в Пекіні, Республіка Китай в 1924, Чень Шеньлін служив пілотом винищувача під час Другої китайсько-японської війни (1937–1945). Потім він бився в складі військ Республіки Китай під час громадянської війни в Китаї з 1946 по 1949. У 1950-х Чень був обраний одним з перших тайваньських (Республіки Китай) військових пілотів, які вирушили до Сполучених Штатів для проходження льотної підготовки на літаку F-84.
Чень Шеньлін помер у Тайбеї 9 лютого 2017 у віці 92 років.